# Farigia sennen
Farigia sennen är en fjärilsart som beskrevs av William Schaus 1928. Farigia sennen ingår i släktet Farigia och familjen tandspinnare. Inga underarter finns listade i Catalogue of Life.